# Nati nel 1910/Giugno
| Questa pagina contiene informazioni ricavate automaticamente dalle voci biografiche con l'ausilio del template Bio e di un bot. L'aggiornamento è periodico e automatico e ricostruisce completamente la pagina. Se manca una persona in questa lista, sei pregato di non aggiungerla, ma accertati piuttosto che la sua voce biografica contenga il template Bio e che i dati anagrafici siano correttamente compilati. Se il template Bio manca, inseriscilo tu stesso o, in alternativa, metti l'avviso {{tmp\|Bio}} che ne segnala la mancanza. Se i dati riportati sono sbagliati, correggi direttamente la voce biografica; le modifiche saranno visibili in questa lista entro pochi giorni. Per chiarimenti vedi il progetto biografie. La lista contiene solo le 153 persone che sono citate nell'enciclopedia e per le quali è stato implementato correttamente il template Bio. Pagina aggiornata al 18 giu 2025. |

- 1º giugno - Arrigo Benedetti, giornalista, scrittore e partigiano italiano († 1976)
- 1º giugno - Gianni Franciolini, regista e sceneggiatore italiano († 1960)
- 1º giugno - Gyula Kállai, politico ungherese († 1996)
- 1º giugno - Marčelo Kufersin, allenatore di calcio e calciatore italiano († 1983)
- 1º giugno - Leon Feldhendler, partigiano polacco († 1945)
- 1º giugno - Natale Masera, allenatore di calcio e calciatore italiano († 1985)
- 1º giugno - Sid Wyman, giocatore di poker statunitense († 1978)
- 2 giugno - Jane Bell, velocista, ostacolista e giavellottista canadese († 1998)
- 2 giugno - Gino Cicardi, arbitro di calcio italiano († 1991)
- 2 giugno - Hector Dyer, velocista statunitense († 1990)
- 2 giugno - Napoleone Moretti, calciatore italiano
- 3 giugno - Alfons Deloor, ciclista su strada belga († 1995)
- 3 giugno - Paulette Goddard, attrice statunitense († 1990)
- 3 giugno - Wilfred Patrick Thesiger, esploratore e scrittore britannico († 2003)
- 3 giugno - Egle Renata Trincanato, architetta italiana († 1998)
- 4 giugno - Robert Bernard Anderson, politico statunitense († 1989)
- 4 giugno - Anton Dermota, tenore sloveno († 1989)
- 4 giugno - Luigi Giuseppe Jacchia, astronomo italiano († 1996)
- 4 giugno - Paride Pelli, avvocato e politico italiano († 1968)
- 4 giugno - Sergio Pignedoli, cardinale e arcivescovo cattolico italiano († 1980)
- 4 giugno - Ban Tetsugyu Soin, maestro zen giapponese († 1996)
- 5 giugno - Burton Jastram, canottiere statunitense († 1995)
- 5 giugno - Mario Rigatti, aviatore e militare italiano († 1970)
- 5 giugno - César Socarraz, calciatore peruviano († 1984)
- 5 giugno - László Székely, allenatore di calcio e calciatore ungherese († 1969)
- 5 giugno - Herb Vigran, attore statunitense († 1986)
- 6 giugno - Paolo Bonomi, politico italiano († 1985)
- 6 giugno - Fritzi Burger, pattinatrice artistica su ghiaccio austriaca († 1999)
- 6 giugno - Lothar Collatz, matematico tedesco († 1990)
- 6 giugno - Francesco Callari, saggista, critico teatrale e critico cinematografico italiano († 1996)
- 6 giugno - Dino Di Marzio, militare e aviatore italiano († 1936)
- 6 giugno - Enrique Diosdado, attore spagnolo († 1983)
- 7 giugno - Pietro Annigoni, pittore italiano († 1988)
- 7 giugno - José de Jesús García Ayala, vescovo cattolico messicano († 2014)
- 7 giugno - Arthur Gardner, produttore cinematografico e attore statunitense († 2014)
- 7 giugno - Monika Mann, scrittrice tedesca († 1992)
- 7 giugno - Augusto Mattei, calciatore italiano († 1974)
- 7 giugno - Ruggero Oppi, cantante e batterista italiano
- 7 giugno - Thorleif Svendsen, calciatore norvegese († 1975)
- 7 giugno - Maria Terwiel, antifascista tedesca († 1943)
- 8 giugno - C.C. Beck, fumettista statunitense († 1989)
- 8 giugno - John W. Campbell, autore di fantascienza e curatore editoriale statunitense († 1971)
- 8 giugno - Vladimir Kragić, calciatore jugoslavo († 1975)
- 8 giugno - Luigi Nada, operaio e attivista italiano († 1944)
- 9 giugno - Placido Cicala, ingegnere italiano († 1996)
- 9 giugno - Michele Ferrara, militare italiano († 1941)
- 9 giugno - Gavino Matta, pugile italiano († 1954)
- 9 giugno - Pagu, scrittrice, poeta e giornalista brasiliana († 1962)
- 9 giugno - Hélène de Beauvoir, pittrice francese († 2001)
- 10 giugno - Albert Beckaert, ciclista su strada belga († 1980)
- 10 giugno - Walter Blattmann, ciclista su strada e ciclocrossista svizzero († 1965)
- 10 giugno - Robert Cummings, attore statunitense († 1990)
- 10 giugno - Julie Haydon, attrice statunitense († 1994)
- 10 giugno - Howlin' Wolf, cantante, chitarrista e armonicista statunitense († 1976)
- 10 giugno - Giustino Pastorino, vescovo cattolico e missionario italiano († 2005)
- 10 giugno - Armen Leonovič Tachtadžjan, botanico sovietico († 2009)
- 10 giugno - Ramón Zabalo, calciatore spagnolo († 1967)
- 11 giugno - Carmine Coppola, compositore, direttore d'orchestra e flautista statunitense († 1991)
- 11 giugno - Jacques-Yves Cousteau, esploratore, navigatore e militare francese († 1997)
- 12 giugno - Paolo Costoli, nuotatore e pallanuotista italiano († 1966)
- 12 giugno - Carl Jamissen, calciatore norvegese († 1990)
- 12 giugno - Antonio Poma, cardinale e arcivescovo cattolico italiano († 1985)
- 13 giugno - Antonio Daniele, militare italiano († 1936)
- 13 giugno - Amleto Lacerenza, compositore, direttore d'orchestra e militare italiano († 1972)
- 13 giugno - Fricis Laumanis, calciatore lettone († 1981)
- 13 giugno - Angelo Longoni, calciatore italiano
- 13 giugno - Rubino Profeta, compositore italiano († 1985)
- 13 giugno - Gonzalo Torrente Ballester, scrittore spagnolo († 1999)
- 13 giugno - Mary Whitehouse, attivista inglese († 2001)
- 13 giugno - Mary Wickes, attrice statunitense († 1995)
- 13 giugno - Giovanna Zangrandi, scrittrice, giornalista e partigiana italiana († 1988)
- 14 giugno - Giovanni Brambilla, politico, sindacalista e partigiano italiano († 1994)
- 14 giugno - Carlo Ceresoli, calciatore e allenatore di calcio italiano († 1995)
- 14 giugno - Paul Jacquier, generale e aviatore francese († 1995)
- 14 giugno - Rudolf Kempe, direttore d'orchestra tedesco († 1976)
- 14 giugno - William Reynolds, montatore statunitense († 1997)
- 15 giugno - Vittore Catella, ingegnere, politico e dirigente sportivo italiano († 2000)
- 15 giugno - Sulayman Farangiyye, politico libanese († 1992)
- 15 giugno - David Rose, compositore, arrangiatore e direttore d'orchestra statunitense († 1990)
- 15 giugno - Raymond Tuckey, tennista britannico († 2005)
- 16 giugno - Kate Bosse-Griffiths, egittologa e scrittrice tedesca († 1998)
- 16 giugno - Carlo Francovich, politico, partigiano e storico della letteratura italiano († 1990)
- 16 giugno - Joe Hansen, politico statunitense († 1979)
- 16 giugno - Ilona Massey, attrice ungherese († 1974)
- 16 giugno - Juan Velasco Alvarado, generale e politico peruviano († 1977)
- 17 giugno - Red Foley, cantante, musicista e personaggio televisivo statunitense († 1968)
- 17 giugno - Francisco Garaffa, calciatore argentino
- 17 giugno - Diana Mitford, inglese († 2003)
- 17 giugno - Gino Paro, vescovo cattolico italiano († 1988)
- 17 giugno - Marion Post Wolcott, fotografa statunitense († 1990)
- 17 giugno - Raymond Poivet, fumettista francese († 1999)
- 17 giugno - Hanson Turner, militare britannico († 1944)
- 18 giugno - Maurice Stevenson Bartlett, statistico britannico († 2002)
- 18 giugno - Dick Foran, attore statunitense († 1979)
- 18 giugno - Giovanni Parente, politico italiano († 1982)
- 19 giugno - Paul Flory, chimico statunitense († 1985)
- 19 giugno - Julien Bertheau, attore francese († 1995)
- 19 giugno - Luigi Rossi, politico italiano († 1997)
- 20 giugno - Efrem Ferrari, architetto italiano († 1997)
- 20 giugno - Josephine Johnson, scrittrice statunitense († 1990)
- 20 giugno - Enrique Larrinaga, calciatore spagnolo († 1993)
- 20 giugno - János Móré, allenatore di calcio e calciatore ungherese († 1992)
- 20 giugno - Georges Mounin, linguista e insegnante francese († 1993)
- 20 giugno - Emerick Szilagyi, chirurgo statunitense († 2009)
- 20 giugno - Rudolf Turek, storico e archeologo ceco († 1991)
- 21 giugno - Hélène Azenor, pittrice francese († 2010)
- 21 giugno - Ettore Luccini, docente italiano († 1978)
- 21 giugno - Gino Nais, militare e aviatore italiano († 1940)
- 21 giugno - Aleksandr Tvardovskij, poeta sovietico († 1971)
- 22 giugno - Luigi Amato, imprenditore e politico italiano († 1977)
- 22 giugno - Axel von Ambesser, attore e regista tedesco († 1988)
- 22 giugno - John Hunt, esploratore e ufficiale britannico († 1998)
- 22 giugno - Luigi Lessi, allenatore di calcio e calciatore italiano († 1987)
- 22 giugno - Peter Pears, tenore inglese († 1986)
- 22 giugno - Herbert Quandt, imprenditore tedesco († 1982)
- 22 giugno - Matiás Stinnes, slittinista argentino († 1975)
- 22 giugno - Konrad Zuse, informatico e ingegnere tedesco († 1995)
- 23 giugno - Jean Anouilh, drammaturgo, regista teatrale e sceneggiatore francese († 1987)
- 23 giugno - Nino Camus, fumettista, illustratore e progettista italiano († 1947)
- 23 giugno - Milt Hinton, contrabbassista statunitense († 2000)
- 24 giugno - Aldo Calò, scultore italiano († 1983)
- 24 giugno - Bruno Detassis, alpinista italiano († 2008)
- 24 giugno - Margaret Kelly Leibovici, ballerina e produttrice teatrale irlandese († 2004)
- 24 giugno - Jean Lesueur, tennista francese († 1969)
- 24 giugno - George Milburn, allenatore di calcio e calciatore inglese († 1980)
- 24 giugno - Emanuel Rackman, rabbino, teologo e predicatore statunitense († 2008)
- 24 giugno - Martha Sleeper, attrice statunitense († 1983)
- 24 giugno - Orlando Teani, ciclista su strada italiano († 1972)
- 24 giugno - Teddy Yarosz, pugile statunitense († 1974)
- 24 giugno - Berto Zampieri, scultore italiano († 1966)
- 25 giugno - Ida Adamoff, tennista francese († 1993)
- 25 giugno - Enrico Bigatti, presbitero, educatore e antifascista italiano († 1960)
- 25 giugno - Tadashi Nakajima, aviatore e militare giapponese († 1996)
- 26 giugno - Munroe Bourne, nuotatore canadese († 1992)
- 26 giugno - Luigi Cresta, calciatore italiano († 1985)
- 26 giugno - Fausto Dal Pozzo, ceramista e antifascista italiano († 1997)
- 26 giugno - Luigi Gaiani, politico e partigiano italiano († 2003)
- 26 giugno - Lau Lauritzen, attore, regista e sceneggiatore danese († 1970)
- 26 giugno - Maciej Nowicki, architetto polacco († 1950)
- 26 giugno - Roy J. Plunkett, chimico statunitense († 1994)
- 26 giugno - John Reddington, missionario e vescovo cattolico irlandese († 1994)
- 26 giugno - Hack Simpson, hockeista su ghiaccio canadese († 1978)
- 26 giugno - Ferruccio Corradino Squarcia, militare, calciatore e giornalista italiano († 1938)
- 26 giugno - Gino Zanni, calciatore italiano († 1986)
- 27 giugno - Pavel Fëdorovič Batickij, generale sovietico († 1984)
- 27 giugno - Pierre Joubert, illustratore francese († 2002)
- 27 giugno - Willi Lindner, calciatore tedesco
- 27 giugno - Robert A. Mattey, effettista statunitense († 1993)
- 28 giugno - Beniamino Schivo, presbitero italiano († 2012)
- 29 giugno - Eric Houghton, calciatore e allenatore di calcio inglese († 1996)
- 29 giugno - Frank Loesser, compositore e librettista statunitense († 1969)
- 30 giugno - Josep Bartolí, pittore, disegnatore e scrittore spagnolo († 1995)
- 30 giugno - Bradley Smith, fotografo statunitense († 1997)